# Natație la Jocurile Olimpice de vară din 2020 - 800 m liber (feminin)
Proba de 800 de metri liber feminin de la Jocurile Olimpice de vară din 2020 a avut loc în perioada 29-31 iulie 2021 la Tokyo Aquatics Centre.

## Recorduri
Înaintea acestei competiții, recordurile mondiale și olimpice erau următoarele:
| Record  | Atlet               | Timp    | Loc                      | Data           |
| ------- | ------------------- | ------- | ------------------------ | -------------- |
| Mondial | Katie Ledecky (SUA) | 8:04,79 | Rio de Janeiro, Brazilia | 12 august 2016 |
| Olimpic | Katie Ledecky (SUA) | 8:04,79 | Rio de Janeiro, Brazilia | 12 august 2016 |

## Program
Orele sunt ora Japoniei (UTC+9) 
| Data                   | Timp  | Etapă      |
| ---------------------- | ----- | ---------- |
| Joi, 29 iulie 2021     | 19:00 | Calificări |
| Sâmbătă, 31 iulie 2021 | 10:46 | Finala     |

## Rezultate

### Calificări
Înotătoarele cu cei mai buni opt timpi, indiferent de cursă, s-au calificat pentru finală.
| Loc | Cursă | Culoar | Înotătoare               | Țară                       | Timp    | Note |
| --- | ----- | ------ | ------------------------ | -------------------------- | ------- | ---- |
| 1   | 4     | 4      | Katie Ledecky            | Statele Unite ale Americii | 8:15,67 | C    |
| 2   | 4     | 6      | Katie Grimes             | Statele Unite ale Americii | 8:17,05 | C    |
| 3   | 4     | 5      | Simona Quadarella        | Italia                     | 8:17,32 | C    |
| 4   | 4     | 3      | Sarah Köhler             | Germania                   | 8:17,33 | C    |
| 5   | 3     | 6      | Anastasiya Kirpichnikova | COR                        | 8:18,77 | C    |
| 6   | 3     | 5      | Ariarne Titmus           | Australia                  | 8:18,99 | C    |
| 7   | 3     | 3      | Kiah Melverton           | Australia                  | 8:20,45 | C    |
| 8   | 3     | 4      | Wang Jianjiahe           | China                      | 8:20,58 | C    |
| 9   | 3     | 8      | Isabel Gose              | Germania                   | 8:21,79 |      |
| 10  | 3     | 1      | Li Bingjie               | China                      | 8:22,49 |      |
| 11  | 2     | 3      | Summer McIntosh          | Canada                     | 8:25,04 |      |
| 12  | 4     | 8      | Merve Tuncel             | Turcia                     | 8:25,62 |      |
| 13  | 3     | 2      | Ajna Késely              | Ungaria                    | 8:26,20 |      |
| 14  | 4     | 7      | Mireia Belmonte          | Spania                     | 8:26,71 |      |
| 15  | 2     | 6      | Julia Hassler            | Liechtenstein              | 8:26,99 | RN   |
| 16  | 2     | 5      | Waka Kobori              | Japonia                    | 8:28,90 |      |
| 17  | 2     | 4      | Miyu Namba               | Japonia                    | 8:32,04 |      |
| 18  | 1     | 3      | Eve Thomas               | Noua Zeelandă              | 8:32,51 |      |
| 19  | 1     | 4      | Kristel Köbrich          | Chile                      | 8:32,58 |      |
| 20  | 4     | 2      | Martina Caramignoli      | Italia                     | 8:33,15 |      |
| 21  | 2     | 7      | Jimena Pérez             | Spania                     | 8:33,98 |      |
| 22  | 2     | 8      | Marlene Kahler           | Austria                    | 8:36,16 |      |
| 23  | 2     | 1      | Deniz Ertan              | Turcia                     | 8:36,29 |      |
| 24  | 1     | 5      | Viviane Jungblut         | Brazilia                   | 8:38,88 |      |
| 25  | 2     | 2      | Tamila Holub             | Portugalia                 | 8:40,04 |      |
| 26  | 1     | 6      | Katja Fain               | Slovenia                   | 8:41,13 |      |
| 27  | 3     | 7      | Delfina Pignatiello      | Argentina                  | 8:44,85 |      |
| 28  | 1     | 2      | Han Da-kyung             | Coreea de Sud              | 8:46,66 |      |
| 29  | 1     | 1      | Arianna Valloni          | San Marino                 | 8:54,78 |      |
| 30  | 1     | 7      | Nguyễn Thị Ánh Viên      | Vietnam                    | 9:03,56 |      |
| 31  | 4     | 1      | Anna Egorova             | COR                        | NS      |      |

### Finala
| Loc | Culoar | Înotătoare               | Țară                       | Timp    | Note |
| --- | ------ | ------------------------ | -------------------------- | ------- | ---- |
| 1   | 4      | Katie Ledecky            | Statele Unite ale Americii | 8:12,57 |      |
| 2   | 7      | Ariarne Titmus           | Australia                  | 8:13,83 | RC   |
| 3   | 3      | Simona Quadarella        | Italia                     | 8:18,35 |      |
| 4   | 5      | Katie Grimes             | Statele Unite ale Americii | 8:19,38 |      |
| 5   | 8      | Wang Jianjiahe           | China                      | 8:21,93 |      |
| 6   | 1      | Kiah Melverton           | Australia                  | 8:22,25 |      |
| 7   | 6      | Sarah Köhler             | Germania                   | 8:24,56 |      |
| 8   | 2      | Anastasiya Kirpichnikova | COR                        | 8:26,30 |      |